# Johnny Yong Bosch
Johnny Yong Bosch (Kansas, 6 de enero de 1976) es un actor estadounidense, conocido por haber interpretado el personaje de Adam Park en Power Rangers.

## Biografía
Johnny se interesó por entrar en una escuela de Combate tras haber visto algunas películas sobre el tema. También aprendió Kung Fu en la escuela de Shaolin. Además del Kung Fu también le gustaba el fútbol.
En 1994, ingresó al elenco de Power Rangers reemplazando a Walter Emanuel Jones. Su personaje fue Adam Park y se convirtió en el Black Ranger. En Power Rangers Zeo fue el Green Zeo Ranger y en Power Rangers Turbo mantuvo el color de su traje. Al final se retiró y cedió el lugar a Roger Velasco.
Después, apareció en Power Rangers en el espacio, personificando nuevamente al Black Ranger original.
Luego de abandonar el elenco de Power Rangers, Bosch prestó su voz para el doblaje de varios animé. También, formó una banda musical llamada Eyeshine, en la que canta e interpreta la guitarra.
Apareció en Power Rangers Operation Overdrive nuevamente como el Black Ranger, por motivo del 15 aniversario de la serie.
En 2023, Bosch participó en el especial para Netflix Power Rangers: Ayer, hoy y siempre, interpretando nuevamente a Adam Park, esta vez como miembro de la SPA junto a Aisha Campbell, la segunda Yellow Ranger, conmemorando los 30 años de la franquicia.
Cabe destacar además que dio vida (puso la voz y los movimientos) de Nero, el protagonista de la cuarta parte del videojuego Devil May Cry.
También es quien da la voz a Lelouch Lamperouge (en su adolescencia) en la versión doblada en inglés de Code Geass, serie de anime exitosa y muy conocida que consta de 2 temporadas de 25 capítulos cada una y también da la voz al protagonista de la exitosa serie de anime Bleach, Ichigo Kurosaki. También le da su voz a Zero en Marvel vs. Capcom 3: Fate of Two Worlds, a Guy Cecil y a Emil Castagnier (estos dos últimos provenientes de la saga RPG Tales of). También hace la voz de Nathan "Nate" Adams en la serie de anime Yo-Kai Watch y también es la voz de Jonathan Joestar de JoJo's Bizarre Adventure.
En 2019, Bosch reemplazó a Vic Mignogna como la nueva voz de Broly y Sabo para el doblaje de Funimation de Dragon Ball y One Piece de Shonen Jump, respectivamente debido a las múltiples acusaciones de acoso sexual en su contra.